# Новая Деревня (Дуванский район)
Но́вая Дере́вня — упразднённая деревня в Дуванском районе Республики Башкортостан Российской Федерации. Ныне урочище на территории Лемазинского сельсовета

## Топоним
Прежнее название — Ново-Деревенский.

## География
Урочище находится на правом берегу реки Лемазы, примерно в 4 км юго-западнее села Лемез-Тамак. Высшая отметка 347,5 м.

## История
Посёлок в 1926 году входил в Дуванскую волость Месягутовского кантона.
В 1952, 1968 годах Новая Деревня входила в состав Лемазинского сельсовета Дуванского района.

## Население
Согласно списку населённых пунктов Башкирской АССР по Всесоюзной переписи 17 декабря 1926 года в посёлке Ново-Деревенский (Новая Деревня) числилось 17 дворов и 104 жителя (49 мужчин и 55 женщин), преимущественно русские.
В 1968 году проживало 26 человек.